# 掛軸
掛軸，又稱立軸，是漢字文化圈傳統書畫的一種裝裱形式，是卷軸的一種。先繪畫圖像或書寫文字在紙或絹上，再裝裱成可以懸掛和捲起收納掛軸。掛軸可用於裝飾房間、廳堂。它可以短暫懸掛，不展示時可以捲起保存。

## 歷史
掛軸起源於中國唐代，唐代張彥遠所著之《歷代名畫記》就有提到掛軸的製作和保存。其來源有絹本壁畫、佛教幡畫、幀畫、屏風絹畫、畫障等，宋代起普及，明代時盛行。至今仍是書畫作品一種常見裝裱和展示方式。
掛軸傳至日本、朝鮮、越南、琉球，各自改良了裝裱方式。

## 用途

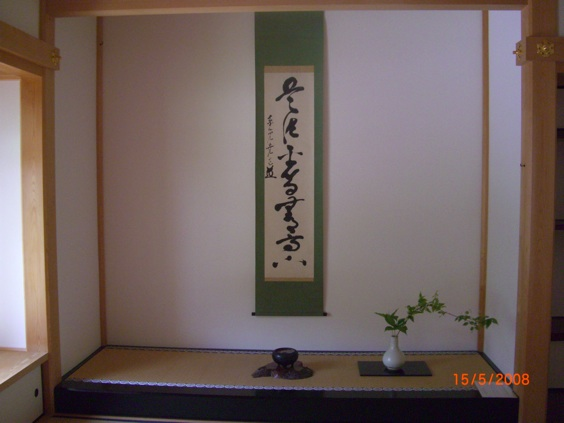
日本的一行物床之間掛軸

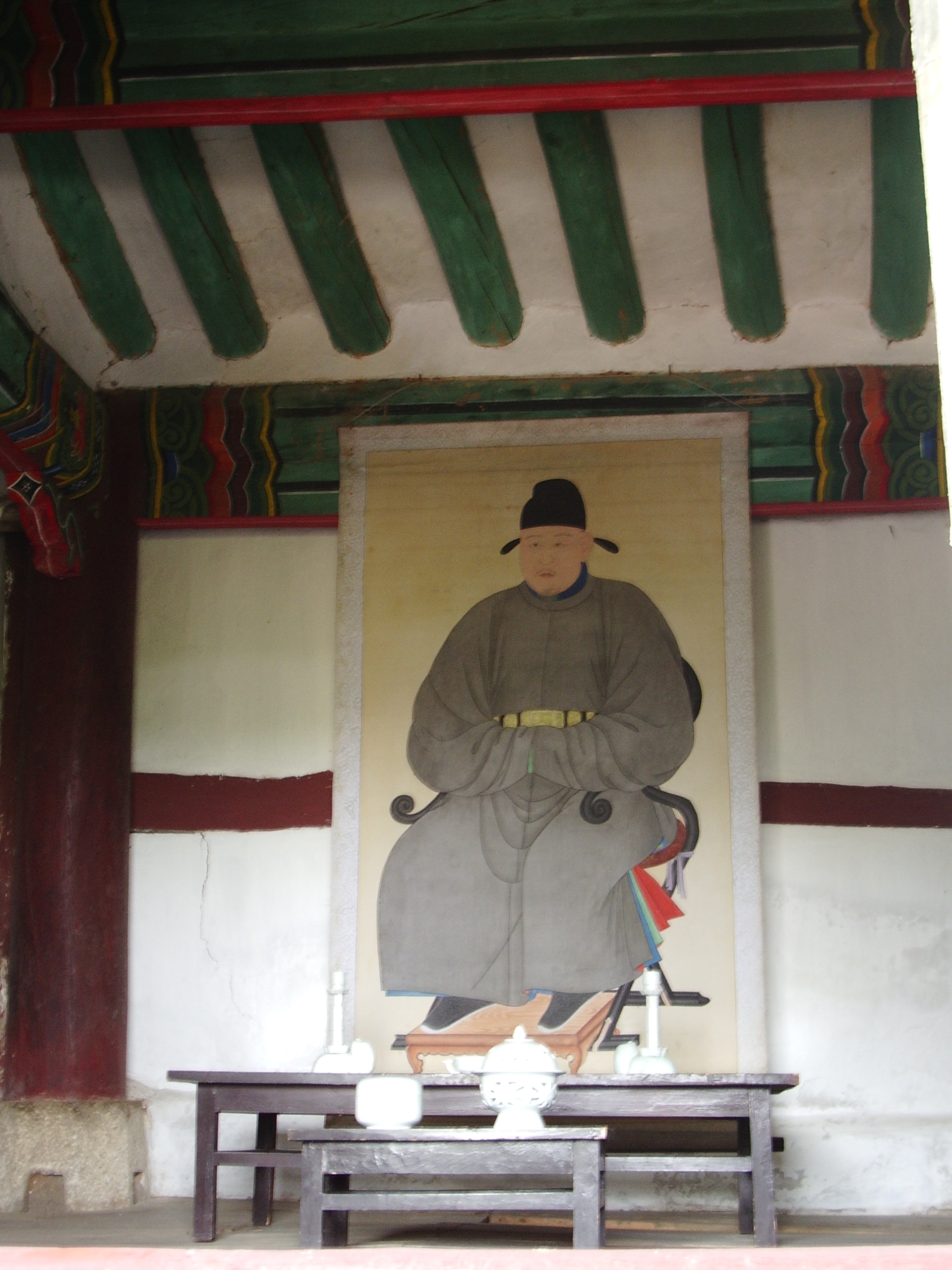
韓國崧陽書院用作供奉的鄭夢周容像掛軸

可掛於居室之中作為裝飾，還有些是用作宗教、祭祀用途，如神像畫、佛畫掛軸、先人容像掛軸、法名軸等。

## 按樣式分類
有單獨懸掛的獨幅。由多幅有特定一致主題的掛軸組成的稱為聯幅，其中可拼合為一幅畫的稱為拼合聯幅。中堂幅由數幅長度相同的單數掛軸組成，中間一幅較寬，兩側的較窄，兩側的掛軸對稱排列，其尺幅限定於2∶1的長寬比。

## 按展示位置分類
不同主題、類型的掛軸會掛在房屋的特定位置，例如數幅主題相關、大小相同的掛軸掛在屏風每一扇面上代替屏條畫。亦有些是掛在房屋中特定位置，有特定尺寸、形式。例如中國掛在廳堂或居室正面牆壁的中堂畫、日本茶室中的茶室掛物等。還有掛在祠堂或廟宇的先人容像，掛在神龕的神像畫掛軸、掛在佛堂的佛畫掛軸等。

### 屏條畫
屏條畫是屏風畫中的一種，是由聯幅組成，每一扇掛一幅掛軸，一些大型的屏風可達24扇，屏條聯幅的數目亦與屏風的扇數相同。可分為多景屏和通景屏兩種。多景屏是以多幅獨立但主題一致的聯幅掛軸組成，四扇屏風各掛上梅、蘭、菊、竹是為四君子屏。通景屏是把一幅畫分成數幅掛軸的拼合聯幅組成，跨幅連景。

### 中堂畫
中堂畫又稱大軸或堂幅，是中國掛軸類型之一，掛於廳堂、居室正西牆壁正中，由數幅長度相同的單數掛軸組成，中間一幅較寬，兩側的較窄，少則一寬二窄，多則一寬六窄。兩側的掛軸對稱排列，其尺幅限定於2∶1的長寬比，而不得小於三尺，中間一幅多為山水、人物或花鳥作品。兩邊窄幅至少一對是對聯，俗稱“堂聯”或者“挑山”。

### 床間軸
置於日本傳統和室中「床之間」（又稱凹間、壁龕）中之裝飾用掛軸，其尺寸會依據凹間的尺寸所設計，常見有只得一行數個文字一行物、書畫並存的畫讚、畫心寬短文字橫寫的橫物。而日本茶道的茶室的床之間中必具掛軸，《南方錄》所述：掛軸為茶道具中最為重要者，乃客、主得茶湯三昧一心得道之物也。由此可見，掛軸為茶道具中最重要之裝飾品。內容也常根據季節的意境氣氛不同而有不同的擺設。

### 祭祀用掛軸
一些祭祀場所以卷軸代替代表祭祀對象的塑像或牌位，例如一些家庭神桌就以神像畫掛軸代替神像，一些佛堂也用佛畫掛軸代替佛像。某些宗祠以及祭祀歷史人物的祠或廟會用容像掛軸代替先人牌位或造像，而淨土真宗就以法名軸代替牌位。